# 石器小英雄
《石器小英雄》（英語：Early Man）是一部2018年英國阿德曼動畫制作的定格動畫喜劇冒險電影。由尼克·帕克執導，通道影業投資發行。該片在英國於2018年1月26日上映。

## 劇情
原始人達哥（Dug）為了拯救家園，與部落的同伴們一起苦練足球，決心要以此擊敗敵對部落青銅族的領導人——努斯大佬（Lord Nooth）。

## 配音员
| 配音            | 配音       | 角色                   |
| 美国            | 台湾       | 角色                   |
| --------------- | ---------- | ---------------------- |
| 埃迪·雷德梅尼   | 阿翰       | 達哥（Dug）            |
| 汤姆·希德勒斯顿 | 黃大謙     | 努斯大佬（Lord Nooth） |
| 麦茜·威廉姆斯   | 壹加壹ILLY | 古娜（Goona）          |
| 蒂莫西·斯波     |            | 酋长（Chief Bobnar）   |
| 米瑞安·玛格莱斯 |            | （The Queen Oofeefa）  |
| 卡伊凡·諾瓦克   |            | 迪诺（Dino）           |
| 卡伊凡·諾瓦克   | 啾啾鞋     | （Jurgend）            |
| 羅伯·布萊頓     |            | （Brian and Bryan）    |
| 理查德·艾欧阿德 |            | 特伯（Treebor）        |
| 賽琳娜·格瑞芬斯 |            | （Magma）              |
| 強尼·維加斯     |            | 亚斯伯（Asbo）         |
| 馬克·威廉姆斯   | 壹加壹LEAN | 贝瑞（Barry）          |
| 吉娜·亞瑟爾     | 蘇珊媽     | （Gravelle）           |
| 理查德·韋伯     |            | （Grubup）             |
| 西蒙·格林奈爾   |            | （Eemak）              |
| 西蒙·格林奈爾   |            | （Thongo）             |
| 尼克·帕克       |            | （Hognob）             |

## 發行
電影定於2018年1月26日上映。並發行電影配樂原聲帶。

### 評價
爛番茄根據128條評論，持有81%的新鮮度，平均得分6.7／10。在Metacritic上，電影獲得了68分。

## 外部連結
- 官方网站
- 互联网电影数据库（IMDb）上《石器小英雄》的资料（英文）
- Box Office Mojo上《石器小英雄》的資料（英文）
- 爛番茄上《石器小英雄》的資料（英文）
- Metacritic上《石器小英雄》的資料（英文）
- AllMovie上《石器小英雄》的资料（英文）
- 開眼電影網上《石器小英雄》的資料（繁體中文）
- 时光网上《石器小英雄》的資料（简体中文）
- 豆瓣电影上《石器小英雄》的資料 （简体中文）